# Ramon de Morais Motta
Ramon de Moraes Motta (Cachoeiro de Itapemirim, 6 de maio de 1988) é um ex-futebolista brasileiro que atuava como lateral-esquerdo. Atualmente é comentarista esportivo do canal SporTV.

## Carreira

### Internacional
Com passagem pelas categorias de base do Real Salvador e do Vitória-ES, Ramon foi contratado para atuar nas categorias de base do Internacional em 2004, com apenas 16 anos.

#### 2006
No clube gaúcho, conquistou o Campeonato Brasileiro Sub-20 de 2006 ao lado de jogadores como Alexandre Pato, tendo marcado um gol na final, onde o Internacional goleou o rival Grêmio por 4–0. Seu destaque nos juniores lhe rendeu rápida efetivação ao grupo profissional, onde estreou na vitória por 2–0 sobre a Ponte Preta, no Beira-Rio. Atuou em um total de nove jogos no ano de 2006, todos válidos pelo Campeonato Brasileiro. 

#### 2007
Nesse ano o lateral passou mais tempo atuando na equipe sub-20, tendo recebido apenas duas oportunidades na equipe principal. 

#### 2008
Em maio sagrou-se campeão do Campeonato Gaúcho, sendo esse o seu primeiro título como profissional. Obteve ainda o título invicto da Copa Sul-Americana. Esse foi o ano onde Ramon obteve mais oportunidades pelo Colorado, atuando constantemente como reserva de Marcão em jogos do Campeonato Brasileiro e da Copa Sul-Americana.

### Vasco da Gama

#### 2009
Sem conseguir a titularidade no clube gaúcho, Ramon foi emprestado ao Vasco da Gama em 2009. Fez sua estreia no empate em 0–0 diante do Fluminense no Maracanã, válido pelo Campeonato Carioca. Mesmo com a eliminação na semifinal para o Botafogo, o jogador foi eleito o melhor lateral-esquerdo e a revelação da competição. Marcou seu primeiro gol pelo Vasco na vitória por 2–0 sobre o Ceará, no Castelão, válida pela Série B. Com boas atuações, Ramon rapidamente caiu nas graças do torcedor cruzmaltino e ficou conhecido por muitos como Guerreiro da Colina, pela sua velocidade e disposição dentro de campo. O lateral foi peça fundamental na conquista do título da Série B, que trouxe o Vasco de volta à elite do futebol brasileiro, tendo marcado três gols na competição e contribuído com diversas assistências e desarmes.

#### 2010
Nesse ano Ramon desejava continuar no Vasco da Gama, mas o Gigante da Colina não chegou a um novo acordo com o Internacional e o lateral-esquerdo foi devolvido ao clube gaúcho. Ramon seria aproveitado no grupo principal do Colorado, mas ficou treinando em separado devido a desavenças contratuais. O jogador retornou ao Vasco, onde assinou um contrato de quatro anos. Marcou um gol no triunfo por 3–1 sobre o Vitória em São Januário, válido pela fase quartas de final da Copa do Brasil; no entanto, o Cruzmaltino havia perdido por 2–0 no jogo de ida no Barradão, sendo então eliminado pelo critério do gol qualificado. Sofreu uma grave lesão na vitória por 3–2 sobre o Internacional, clube que o formou. Ficou de fora por quatro meses e retornou marcando um gol contra o Avaí, no dia 16 de setembro, no empate em 1–1 realizado em São Januário. Duas rodadas depois, marcou novamente, no empate em 2–2 diante do Botafogo no Maracanã.

#### 2011
Marcou seus dois primeiros gols no ano de 2011, na goleada por 9–0 sobre o América, no Raulino de Oliveira, válida pelo Campeonato Carioca, sendo essa a maior goleada da história do tradicional confronto. Foi campeão da Copa do Brasil, título que quebrou um jejum de oito anos sem que o Vasco conquistasse um troféu de expressão.
No dia 5 de julho, Rodrigo Caetano — diretor executivo de futebol do clube até então — oficializou a saída de Ramon do elenco do Vasco. Nesta primeira passagem pelo Gigante da Colina, o jogador disputou um total de 97 partidas e marcou oito gols.

### Corinthians

#### 2011
Foi anunciado como novo reforço do Corinthians com contrato de quatro anos. Fez sua estreia na derrota por 1–0 para o Cruzeiro no Pacaembu, válida pelo Campeonato Brasileiro. Marcou seu primeiro gol pelo Timão num triunfo por 3–2 sobre o Grêmio, novamente no Pacaembu, em jogo válido pelo Brasileirão. Como reserva de Fábio Santos, o jogador conquistou o Campeonato Brasileiro, sendo esse o seu segundo título nacional no ano de 2011 (o primeiro deles foi a Copa do Brasil, pelo Vasco da Gama).

#### 2012
Em seu quarto jogo no ano, no dia 18 de março, marcou um gol diante do Comercial, sendo esse o gol de empate em 3–3 nos acréscimos da partida, válida pelo Campeonato Paulista. Após ficar dois jogos de fora, marcou o gol da vitória por 1–0 sobre o XV de Piracicaba, novamente válida pela competição estadual. Novamente como reserva de Fábio Santos, conquistou o título mais importante de sua carreira até então: a Copa Libertadores da América.

### Flamengo

#### 2012
Logo após a conquista da Copa Libertadores da América pelo Corinthians, em julho Ramon foi emprestado ao Flamengo até o final de 2013, com opção de compra. Estreou pelo rubro-negro na vitória por 2–1 sobre o Bahia no Estádio de Pituaçu, válida pelo Brasileirão. Marcou seu primeiro e único gol com a camisa do Flamengo numa partida contra o São Paulo, novamente válida pelo certame nacional, na qual o rubro-negro foi goleado por 4–1, no Morumbi. No Flamengo, o lateral foi titular absoluto durante o Campeonato Brasileiro e obteve a sequência de jogos que tanto desejava, o que não acontecia desde quando atuava no rival Vasco da Gama.

#### 2013
Nesse ano Ramon alternou a titularidade com João Paulo. No entanto, após a chegada de André Santos ao clube rubro-negro, o jogador perdeu bastante espaço, sendo sequer relacionado em alguns jogos. No dia 3 de setembro, foi anunciado o seu empréstimo ao Beşiktaş por um ano. Na sua saída da Gávea, o jogador agradeceu ao clube:
"Desde que André Santos chegou ao Flamengo, a diretoria nunca me procurou falando que não contaria mais comigo para a temporada, muito pelo contrário. Mas como eu não estava jogando, essa transferência acabou sendo melhor para a minha carreira. Eu queria ficar no Flamengo, só tenho a agradecer ao clube, mas as coisas no futebol são assim."

### Beşiktaş

#### 2013–14
Estreou na vitória por 3–0 sobre o Bursaspor na Timsah Arena, válida pela Süper Lig; a partir de então, o lateral já foi titular absoluto, disputando um total de 27 partidas e marcando dois gols em sua primeira temporada no clube turco. Por coincidência foi expulso nos dois jogos onde marcou gols, ambos válidos pelo Campeonato Turco, o primeiro deles na vitória por 3–0 sobre o Kayserispor no Kadir Has, e o segundo deles no empate em 1–1 com o Fenerbahçe na Vodafone Arena. Devido a sua entrega e disposição, Ramon caiu nas graças da torcida e logo recebeu o apelido de "Crazy Motta".
No dia 2 de julho de 2014, o Beşiktaş adquiriu 55% dos direitos do lateral por 1 milhão de euros (R$ 4 milhões de reais). O atleta de 26 anos assinou por três temporadas com o clube turco e deixou de ter vínculo com a agremiação do Parque São Jorge. Em entrevista, o lateral demonstrou a satisfação de ter sido adquirido de forma definitiva pelo Beşiktaş:
| “ | Estou muito feliz com esse acerto. Fui muito bem recebido desde que cheguei ao Beşiktaş. Conquistei o carinho de todos rapidamente, e será um prazer enorme permanecer. Vejo todo esse esforço que a diretoria fez para me comprar como uma aprovação ao que realizei na última temporada. | ” |

#### 2014–15
Em sua segunda temporada no clube turco, o lateral permaneceu como titular, disputando a sua primeira Liga dos Campeões da UEFA na carreira, onde sua equipe foi eliminada nos play-offs qualificatórios para o Arsenal, após passar pelo Feyenoord, da Holanda, sendo assim classificada para a disputa da Liga Europa da UEFA. Na Liga Europa, após eliminar o tradicional Liverpool, o clube turco enfrentou o Club Brugge, da Bélgica. Tendo perdido por 2–1 fora de casa, o Beşiktaş iria decidir a sua classificação na Vodafone Arena. Ramon marcou um gol, mas não conseguiu evitar a derrota por 3–1 e a consequente eliminação na competição europeia. O lateral marcou ainda dois gols na Süper Lig e um na Copa da Turquia.

#### 2015–16
Após sofrer uma lesão durante um treinamento, Ramon ficou de fora da equipe por três meses e acabou perdendo espaço para o sérvio Duško Tošić. Tendo atuado em apenas dois jogos em sua volta, ambos pela Copa da Turquia — quando o Beşiktaş utilizou uma equipe reserva —, o jogador brasileiro foi liberado e deixou a equipe sem custos.

### Antalyaspor
Acertou com o também turco Antalyaspor no dia 9 de janeiro de 2016, na janela de inverno, assinando contrato por dois anos. Ao chegar no clube onde jogava o craque camaronês Samuel Eto'o, Ramon se disse privilegiado:
"Estou muito feliz de jogar ao lado de Eto'o. É um privilégio muito grande."
 Realizou sua estreia na derrota por 2–1 para o Basaksehir na Antalya Arena, válida pelo Campeonato Turco. Marcou seu primeiro gol pelo Antalyaspor na vitória por 1–0 sobre o Adanaspor na Antalya Arena, válida pelo Campeonato Turco. Sendo titular absoluto da equipe durante uma temporada e meia, o lateral disputou um total de 37 partidas e marcou três gols — o último dele justamente em sua despedida, na vitória por 3–0 sobre o Kasimpasa no Recep Tayyip Erdoğan, válida pelo Campeonato Turco — números que somados a sua passagem pelo Beşiktaş, dão um total de 107 partidas disputadas e nove gols marcados em quatro anos no futebol turco. Uma passagem de sucesso, porém, sem títulos conquistados. Em maio de 2017, o lateral confirmou o desejo de voltar ao Brasil.

### Retorno ao Vasco
Após diversas especulações, o Vasco anunciou o seu retorno no dia 29 de junho. O lateral assinou até o final da temporada, com opção de renovação por mais dois anos. Sua reestreia pelo clube aconteceu na goleada por 4–1 sobre o Vitória, no Barradão, válida pelo Campeonato Brasileiro; Ramon contribuiu com uma assistência nesse jogo. Em agosto, o lateral marcou seu primeiro gol em sua volta ao Vasco; um belo gol num chute forte de fora da área, dando a vitória ao Vasco por 1–0 no clássico diante do Fluminense, no Maracanã, válido pelo Brasileirão. Segundo Ramon, esse foi o seu gol mais bonito atuando no futebol brasileiro.
Em 28 de outubro, no clássico diante do arquirrival Flamengo, no Maracanã, válido pelo Brasileirão, Ramon se machucou sozinho, rompendo os ligamentos do joelho direito, com previsão de recuperação em seis meses; a partida terminou com igualdade no placar em 0–0, e o jogador saiu de campo abalado pela dor e pela frustração de não poder atuar na reta final da competição.
No dia 31 de maio de 2018, após pouco mais de seis meses sem jogar uma partida oficial, Ramon retornou ao time nos momentos finais da vitória do Vasco por 1–0 contra o Paraná em São Januário.
| “                               | Antes do aquecimento, ouvi a vibração da torcida. O Vasco é minha casa, parece que nasci para jogar aqui. Espero que seja em um nível alto. Espero retribuir o carinho. | ” |
| — Declarou Ramon após a partida | |   |

Já no dia 9 de junho, marcou o terceiro gol do Vasco na vitória sobre o Sport em São Januário por 3–2, em partida válida pela 11ª rodada do Campeonato Brasileiro.

### Aposentadoria
Após encerrar seu contrato com o clube cruzmaltino, no dia 24 de dezembro de 2020, Ramon decidiu se aposentar, de forma precoce, aos 32 anos. Ele não entrava em campo desde 2018, quando sofreu uma ruptura de ligamento no joelho.

## Seleção Nacional
Com a Seleção Brasileira Sub-18, Ramon foi campeão da Copa Sendai de 2006, realizada no Japão, sendo titular da equipe.

## Estatísticas
Atualizadas até 26 de outubro de 2018
| Clube             | Temporada         | Campeonato nacional | Campeonato nacional | Copa nacional[a] | Copa nacional[a] | Competições internacionais[b] | Competições internacionais[b] | Outros torneios[c] | Outros torneios[c] | Total | Total |
| Clube             | Temporada         | Jogos               | Gols                | Jogos            | Gols             | Jogos                         | Gols                          | Jogos              | Gols               | Jogos | Gols  |
| ----------------- | ----------------- | ------------------- | ------------------- | ---------------- | ---------------- | ----------------------------- | ----------------------------- | ------------------ | ------------------ | ----- | ----- |
| Internacional     | 2006              | 9                   | 0                   | —                | —                | —                             | —                             | —                  | —                  | 9     | 0     |
| Internacional     | 2007              | 2                   | 0                   | —                | —                | —                             | —                             | —                  | —                  | 2     | 0     |
| Internacional     | 2008              | 16                  | 0                   | —                | —                | 2                             | 0                             | —                  | —                  | 18    | 0     |
| Internacional     | Total             | 27                  | 0                   | —                | —                | 2                             | 0                             | —                  | —                  | 29    | 0     |
| Vasco da Gama     | 2009              | 30                  | 3                   | 6                | 0                | —                             | —                             | 19                 | 0                  | 55    | 3     |
| Vasco da Gama     | 2010              | 9                   | 2                   | 5                | 1                | —                             | —                             | 3                  | 0                  | 17    | 3     |
| Vasco da Gama     | 2011              | 3                   | 0                   | 8                | 0                | —                             | —                             | 14                 | 2                  | 34    | 2     |
| Vasco da Gama     | Total             | 42                  | 5                   | 19               | 1                | —                             | —                             | 36                 | 2                  | 97    | 8     |
| Corinthians       | 2011              | 9                   | 1                   | —                | —                | —                             | —                             | —                  | —                  | 9     | 1     |
| Corinthians       | 2012              | 6                   | 0                   | —                | —                | —                             | —                             | 8                  | 2                  | 14    | 2     |
| Corinthians       | Total             | 15                  | 1                   | —                | —                | —                             | —                             | 8                  | 2                  | 23    | 3     |
| Flamengo          | 2012              | 25                  | 1                   | —                | —                | —                             | —                             | —                  | —                  | 25    | 1     |
| Flamengo          | 2013              | 2                   | 0                   | 3                | 0                | —                             | —                             | 2                  | 0                  | 7     | 0     |
| Flamengo          | Total             | 27                  | 1                   | 3                | 0                | —                             | —                             | 2                  | 0                  | 32    | 1     |
| Beşiktaş          | 2013–14           | 26                  | 2                   | 1                | 0                | —                             | —                             | —                  | —                  | 27    | 2     |
| Beşiktaş          | 2014–15           | 26                  | 2                   | 2                | 1                | 12                            | 1                             | —                  | —                  | 40    | 4     |
| Beşiktaş          | 2015–16           | 1                   | 0                   | 2                | 0                | —                             | —                             | —                  | —                  | 3     | 0     |
| Beşiktaş          | Total             | 53                  | 4                   | 5                | 1                | 12                            | 1                             | —                  | —                  | 70    | 6     |
| Antalyaspor       | 2015–16           | 14                  | 0                   | 2                | 0                | —                             | —                             | —                  | —                  | 16    | 0     |
| Antalyaspor       | 2016–17           | 21                  | 3                   | —                | —                | —                             | —                             | —                  | —                  | 21    | 3     |
| Antalyaspor       | Total             | 35                  | 3                   | 2                | 0                | —                             | —                             | —                  | —                  | 37    | 3     |
| Vasco da Gama     | 2017              | 17                  | 1                   | —                | —                | —                             | —                             | —                  | —                  | 17    | 1     |
| Vasco da Gama     | 2018              | 16                  | 1                   | 1                | 0                | 1                             | 0                             | 0                  | 0                  | 18    | 1     |
| Vasco da Gama     | Total             | 33                  | 2                   | 1                | 0                | 1                             | 0                             | —                  | —                  | 35    | 2     |
| Total na carreira | Total na carreira | 232                 | 15                  | 30               | 2                | 15                            | 1                             | 46                 | 4                  | 323   | 23    |

- a. ^ Jogos da Copa do Brasil e Copa da Turquia
- b. ^ Jogos da Liga dos Campeões da UEFA, Liga Europa da UEFA e Copa Sul-Americana
- c. ^ Jogos de Campeonatos estaduais e Torneios amistosos

## Títulos
Internacional
- Campeonato Gaúcho: 2008
- Copa Sul-Americana: 2008

Vasco da Gama
- Campeonato Brasileiro - Série B: 2009
- Copa da Hora: 2010
- Copa do Brasil: 2011
- Taça Guanabara: 2019

Corinthians
- Campeonato Brasileiro: 2011
- Copa Libertadores da América: 2012

Flamengo
- Troféu 125 anos de Uberlândia: 2013

Seleção Brasileira
- Copa Sendai: 2006

### Prêmios individuais
Vasco da Gama
- Melhor lateral-esquerdo e revelação do Campeonato Carioca de 2009